# Geschwenda
Geschwenda est un quartier de la commune rurale allemande de Geratal dans l'arrondissement d'Ilm en Thuringe. Il se trouve au nord-ouest d'Ilmenau, directement à côté de l'autoroute A 71 et de la route fédérale 88. En dialecte local, le lieu est appelé Schwäng, ce qui est un raccourci. En 2015, sa population est de 1 998 habitants.

## Géographie
Geschwenda est située sur le versant nord de la forêt de Thuringe, à environ 470 m d'altitude. La localité est traversée par le Wirrbach (de), un affluent de la Zahme Gera (de). À l'ouest de Geschwenda se trouve l'Alte Burg, une montagne de 635 mètres d'altitude qui a donné son nom à un tunnel de 874 mètres de l'autoroute A 71. Au sud se trouve le Geschwendaer Berg, montagne non boisée et haute de 496 mètres. Au nord se trouve le Kammberg, également non boisé, qui culmine à 524 mètres.

### Municipalités voisines
Dans le sens des aiguilles d'une montre, commençant au Nord : Liebenstein, Angelroda, Geraberg, et Gräfenroda.

## Histoire
Sur le Dörrberg, au sud-ouest de Geschwenda, se trouvait avec l'Alteburg (également appelé Raubschloss (de)) un point stratégique de contrôle et de sécurisation de la route commerciale entre Geraberg et la forêt de Thuringe via le col de Schmücke (de). Le château date du XIIe siècle. Au début du XXe siècle, les bâtiments et les murs ont été en grande partie démolis.
Le village est mentionné pour la première fois dans un document en 1302 sous l'orthographe Gyswende. À cette époque, le comte Günther von Käfernburg en fit don à l'abbé de Hersfeld et le récupéra comme fief. Le village portait encore le nom de Gyswenda. Une interprétation fait dériver ce nom de lieu de « schwenden ». Un « geschwende » est une parcelle de terre gagnée en brûlant le bois - par opposition au défrichement de la forêt. Ainsi, les armoiries du village représentent un sapin des racines duquel jaillissent des flammes.
Depuis des temps immémoriaux, les propriétaires du domaine étaient les seigneurs de Lichtenberg. En 1729 les seigneurs de Plassenberg le reprirent, suivis en 1740 par le seigneur de Röder, conseiller privé princier du Wurtemberg, burgrave et écuyer héréditaire. Son fils le vendit en 1760 aux barons de Belmont. Après l'extinction de ces derniers, la localité a appartenu de 1829 à 1920 à l'office d'Arnstadt de la principauté de Schwarzbourg-Sondershausen, dans la seigneurie supérieure (de). La localité était une exclave de Schwarzburg, étant séparée du reste du territoire de Schwarzburg.
En 1887, avec 1259 habitants, Geschwenda était le plus grand village de la principauté de Schwarzburg-Sondershäuser. À partir de 1920, il a fait partie du arrondissement d'Arnstadt (de) jusqu'en 1952, puis du arrondissement d'Ilmenau (de) entre 1952 et 1994, et de l'arrondissement d'Ilm depuis 1994. Geschwenda a rejoint en 1993 la communauté administrative de l'Oberes Geratal, dont le siège était à Gräfenroda. Avec la dissolution de cette communauté le 1er janvier 2019, Geschwenda est devenue un quartier de Geratal.

## Économie et transports
Geschwenda est une localité économiquement forte, avec plusieurs entreprises d'envergure suprarégionale avec les sociétés KHW Kunststoff- und Holzverarbeitungswerk GmbH, Stahl- und Förderanlagenbau GmbH, Geratherm (de), une entreprise cotée en bourse, Umweltsensortechnik GmbH et de nombreuses autres sociétés. Au sud de la localité, directement à côté de l'A71, se trouve une zone industrielle où de nombreuses entreprises de taille moyenne se sont installées.
Depuis 2004, Geschwenda possède une voie de contournement sur laquelle passe la route fédérale 88 Ilmenau-Gotha. C'est là que se trouve le pont de la vallée de la Wirrbach, long de 235 mètres et haut de 40 mètres. À environ deux kilomètres au sud se trouve la sortie Gräfenroda de l'A 71. Il existe également une route vers Angelroda. Geschwenda n'a jamais eu de liaison ferroviaire, mais la gare de Dörrberg, sur la ligne ferroviaire Neudietendorf-Ritschenhausen (de), se trouve à environ 1,5 km à l'ouest de la localité.